# Kabinet-Marlin-Romeo II
Het Kabinet-Marlin-Romeo II was van 25 juni 2018 tot 19 november 2019 het achtste kabinet van het land Sint Maarten. 

## Achtergrond
Het kabinet kwam tot stand na de Statenverkiezingen van 26 februari 2018. Het werd samengesteld door formateur Theo Heyliger, die het regeerakkoord op 5 april 2018 presenteerde. Het kabinet bestond uit ministers van de United Democrats (UD) en de SMCP, de Sint Maarten Christian Party.  
Op 9 september 2019 verloor het kabinet zijn meerderheidssteun toen Franklin Meyers, fractieleider van de UD, zich van de coalitie distantieerde vanwege de Nederlandse bemoeienis met de gang van zaken op het eiland. Hij besloot verder te gaan als onafhankelijk statenlid. Op 22 september 2019 zegden ook de UD-statenleden, Luc Mercelina en Chanel Brownbill, hun steun aan de coalitie op. Hiermee kwam het tweede kabinet Marlin-Romeo ten val. Na een motie van wantrouwen stapte Leona Marlin-Romeo op en werd Wycliffe Smith, minister van onderwijs, tevens premier van het demissionair kabinet.

## Samenstelling
| Ministerie                                                                    | Minister            | Partij | Opmerkingen                                                               |
| ----------------------------------------------------------------------------- | ------------------- | ------ | ------------------------------------------------------------------------- |
| Minister-President en tevens Minister van Algemene Zaken                      | Leona Marlin-Romeo  | UD     | Afgetreden op 10 oktober 2019                                             |
| Minister-President en tevens Minister van Algemene Zaken                      | Wycliffe Smith      | SMCP   | Vanaf 10 oktober 2019                                                     |
| Minister van Justitie                                                         | Cornelius de Weever | UD     | Afgetreden op 10 oktober 2019                                             |
| Minister van Justitie                                                         | Perry Geerlings     | UD     | Vanaf 10 oktober 2019                                                     |
| Minister van Financiën                                                        | Perry Geerlings     | UD     |                                                                           |
| Minister van Volkshuisvesting, Ruimtelijke Ordening, Milieu en Infrastructuur | Miklos Giterson     | UD     |                                                                           |
| Minister van Volkshuisvesting, Ruimtelijke Ordening, Milieu en Infrastructuur | Christopher Wever   | UD     | Vanaf 30 augustus 2019                                                    |
| Minister van Onderwijs, Cultuur, Jeugd- en Sportzaken                         | Wycliffe Smith      | SMCP   |                                                                           |
| Minister van Volksgezondheid, Sociale Ontwikkeling en Arbeidszaken            | Emil Lee            | UD     |                                                                           |
| Minister van Volksgezondheid, Sociale Ontwikkeling en Arbeidszaken            | Christopher Wever   | UD     | Vanaf 10 oktober 2019                                                     |
| Minister van Toerisme, Economische Zaken, Vervoer en Communicatie             | Stuart Johnson      | UD     |                                                                           |
| Gevolmachtigd minister van Sint Maarten                                       | Jorien Wuite        | UD     | Geen officiële kabinetspositie, valt onder de minister van Algemene Zaken |

Wescot-Williams I ·
Wescot-Williams II ·
Wescot-Williams III ·
Gumbs ·
Marlin I ·
Marlin II ·
Marlin-Romeo I ·
Marlin-Romeo II ·
Jacobs I ·
Jacobs II ·
Mercelina I ·
Mercelina II